# Бондарівська Гута
Бондарівська Гута (Бондарівський фільварок, рос. Бондаровская Гута) — колишнє поселення в Ушомирській волості Житомирського повіту й Коростенського повітів Волинської губернії та Ушицькій сільській раді Коростенського (Ушомирського) району і Коростенської міської ради Коростенської й Волинської округ, Київської і Житомирської областей.

## Населення
Кількість населення у 1906 році становила 9 жителів, дворів — 1.

## Історія
В кінці 19 століття — сільце Ушомирської волості Житомирського повіту, входило до складу православної парафії в Бондарівці.
У 1906 році — поселення Ушомирської волості (1-го стану) Житомирського повіту Волинської губернії. Відстань до губернського та повітового центру, м. Житомир, становила 80 верст, до волосного центру, міст. Ушомир — 23 версти. Найближче поштово-телеграфне відділення розташовувалося в міст. Іскорость.
У березні 1921 року, в складі Ушомирської волості, увійшло до новоствореного Коростенського повіту Волинської губернії. У 1923 році включене до складу новоствореної Ушицької сільської ради, котра, від 7 березня 1923 року, стала частиною новоутвореного Коростенського (згодом — Ушомирський) району Коростенської округи. За іншими даними, поселення значиться в складі сільської ради 17 грудня 1926 року. 15 вересня 1930 року, в складі сільської ради, підпорядковане Коростенській міській раді, 28 лютого 1940 року включене до складу відновленого Коростенського району Житомирської області.
Станом на 1 вересня 1946 року не перебуває на обліку населених пунктів.